# 我們都來了
我們都來了，是臺灣八大綜合於2014年推出的短篇喜劇綜藝節目，由邰智源、屈中恆、黃鐙輝、阿Ken、張立東、Weather Girls、哈孝遠、召喚獸主演，由張兆志導演、製作人為孫樂欣。2014年2月19日首次錄影宣傳記者會上，請來波多野結衣作特別嘉賓。

## 外部連結
- 我們都來了官網
- 我們都來了的Facebook專頁